# Raquel Carrera
Raquel Carrera Quintana (Ourense, 31 ottobre 2001) è una cestista spagnola.

## Carriera
È stata selezionata dalle Atlanta Dream al secondo giro del Draft WNBA 2021 (15ª scelta assoluta).
Con la Spagna ha disputato i Giochi olimpici di Tokyo 2020 e i Campionati europei del 2021.